# 趙士歆
韶王趙士歆（1118年9月19日—1196年10月10日），祖籍涿郡（今河北省保定市清苑縣）人，宋朝宗室、第十二代嗣濮王趙仲湜第十一子，第十六代嗣濮王。

## 生平
趙士歆在政和八年（1118年）出生，宣和四年（1122年）天宁节獲赐名，授官太子右内率府副率，後來分別在靖康元年（1126年）轉任太子右监门率府率和建炎元年（1127年）獲封右千牛卫将军。其後，趙士歆歷任右监门卫大将军、荣州刺史、贵州团练使、眉州防御使、和州防御使、宣州观察使、昭庆军承宣使、提举佑神观和保康军节度使等職務。
淳熙八年二月戊戌（1181年3月8日），趙士歆接替幾個月前去世的族兄弟趙士輵襲封嗣濮王，之後在次年加官開府儀同三司、充任醴泉观使，亦授三少：淳熙十三年（1186年）拜少保、十六年（1189年）拜少傅、紹熙五年（1194年）又拜少師。
慶元二年九月（1196年），趙士歆去世，贈官太傅，追封韶王。

## 家族

### 兄弟
- 趙士從，吉國公[14]
- 趙士衡，右班殿直[14]
- 趙士街，威義郡王[14]
- 趙士術，永國公[14]
- 趙士衎，新安郡王[14]
- 趙士籛，新定郡王[14]
- 趙士程，永嘉郡王[14]
- 趙士摯，右千牛衛將軍[14]
- 趙士石，開國伯[14]
- 趙士峴，開國公[14]

### 妻妾
- 齊安郡夫人梁氏[15]

### 子女
- 趙不讕[14]
- 趙不鬩[14][16]，承宣使
- 趙不捷[14]，開國子
- 趙不擅[17]，嗣濮王
- 另有三名兒子，名諱不詳